# Aguja Alpino
La aguja Alpino está enclavada en el Macizo Occidental de los Picos de Europa o Cornión, en la provincia de León.
- Datos: Q5660405